# Conus cedonulli
Espèce
Statut de conservation UICN

 LC  : Préoccupation mineure
Conus cedonulli est une espèce de mollusques gastéropodes marins de la famille des Conidae.
Comme toutes les espèces du genre Conus, ces escargots sont prédateurs et venimeux. Ils sont capables de « piquer » les humains et doivent donc être manipulés avec précaution, voire pas du tout.

## Description
La couleur des espèces de ce complexe est blanche à gris violacé bien que les spécimens de Saint-Vincent soient très souvent brun acajou foncé, certains rares exemples étant noirs ou presque noirs. 
La coquille est traversée par des stries alternativement claires et foncées. Entre ces stries, on trouve des points jaunes, bruns ou sombres. 
L'opercule est petit par rapport à l'ouverture et ne fait qu'un septième de sa taille.
Le corps mou de l'animal est rouge foncé. 
La taille d'une coquille adulte varie entre 38 mm et 78 mm.

## Distribution
Locus typicus : St. Vincent, Petites Antilles (restreint par Vink & vonCosel).
Cette espèce est présente dans la mer des Caraïbes de la Colombie à la Trinidad, le long des Petites Antilles et le long des Bahamas. Au large de la côte ouest de la Barbade, l'espèce a été draguée à des profondeurs d'environ 150 m. Il semblerait que ce soit le maximum bathymétrique de l'espèce, car à d'autres endroits, cette espèce se trouve généralement à des profondeurs beaucoup plus faibles.

### Niveau de risque d’extinction de l’espèce
Selon l'analyse de l'UICN réalisée en 2011 pour la définition du niveau de risque d'extinction, cette espèce est limitée aux Petites Antilles, de Grenade à Sainte-Lucie jusqu'au large de la Barbade. Il n'y a pas de menaces majeures, bien qu'il puisse y avoir une surcollecte dans les populations locales. Cette espèce est classée dans la catégorie "préoccupation mineure".

## Taxonomie

### Publication originale
L'espèce Conus cedonulli a été décrite pour la première fois en 1767 par le naturaliste suédois Carl von Linné (1707-1778) dans la publication intitulée « la 12e édition du Systema Naturæ »,.

### Synonymes
- Conus (Stephanoconus) cedonulli Linnaeus, 1767 · appellation alternative
- Conus amiralis Hwass, 1792 · non accepté
- Conus ammiralis var. cedonulli Linnaeus, 1767 · non accepté (protonyme)
- Conus caledonicus Hwass, 1792 · non accepté
- Conus cedonulli var. amiralis Hwass, 1792 · non accepté
- Conus cedonulli var. grenadensis Hwass, 1792 · non accepté
- Conus cedonulli var. martinicanus Hwass, 1792 · non accepté
- Conus grenadensis Hwass, 1792 · non accepté
- Conus holemani Nowell-Usticke, 1968 · non accepté
- Conus martinicanus Hwass, 1792 · non accepté
- Conus nullisecundus Nowell-Usticke, 1968 · non accepté
- Cucullus geographicus Röding, 1798 · non accepté
- Protoconus cedonulli (Linnaeus, 1767) · non accepté
- Tenorioconus cedonulli (Linnaeus, 1767) · non accepté

### Sous-espèces
- Conus cedonulli dominicanus Hwass, 1792, accepté en tant que Conus dominicanus Hwass, 1792
- Conus cedonulli insularis Gmelin, 1791, accepté en tant que Conus insularis Gmelin, 1791
- Conus cedonulli var. amiralis Hwass, 1792, accepté en tant que Conus cedonulli Linnaeus, 1767
- Conus cedonulli var. caracanus Hwass, 1792, accepté en tant que Conus cedonulli insularis Gmelin, 1791, accepté en tant que Conus insularis Gmelin, 1791
- Conus cedonulli var. curassaviensis Hwass, 1792, accepté en tant que Conus curassaviensis Hwass, 1792
- Conus cedonulli var. dominicanus Hwass, 1792, accepté en tant que Conus dominicanus Hwass, 1792 (protonyme)
- Conus cedonulli var. grenadensis Hwass, 1792, accepté en tant que Conus cedonulli Linnaeus, 1767
- Conus cedonulli var. mappa Hwass, 1792, accepté en tant que Conus mappa [Lightfoot], 1786
- Conus cedonulli var. martinicanus Hwass, 1792, accepté en tant que Conus cedonulli Linnaeus, 1767
- Conus cedonulli var. surinamensis Hwass, 1792, accepté en tant que Conus mappa [Lightfoot], 1786
- Conus cedonulli var. trinitarius Hwass, 1792, accepté en tant que Conus trinitarius Hwass, 1792 (protonyme)

### Identifiants taxinomiques
Chaque taxon catalogué par les bases de données biologiques et taxonomiques possède un identifiant qui permet d'établir un point de référence. Les identifiants de Conus cedonulli dans les principales bases sont les suivants :
BOLD : 750266 - CoL : XX57 - GBIF : 5935199 - iNaturalist : 431900 - IRMNG : 11706429 - NCBI : 605849 - TAXREF : 150146 - UICN : 192707 - WoRMS : 430327 - ZOBODAT : 120320